# Józef Stefan Turczynowicz
Józef Stefan Turczynowicz († 1773) war Kaplan der Pfarrkirche St. Stephan (Vilnius) und davor Domherr zu Pilten bzw. Propst der römisch-katholischen Kirchengemeinde in Dzięcioł. 
Er betrieb eine rege Tätigkeit als Philanthrop und ebenfalls als Missionar bei der nawrócenie (Bekehrung) der litauischen Juden zum Katholizismus.   
Zur Erfüllung seiner Mission unter den Ostjuden und den Armen gründete er zwei Kongregationen, eine Männer- und eine Frauen-Ordensgemeinschaft. Letztere erhielt 1752 durch Papst Benedikt XIV. die Anerkennung unter dem Namen Kongregation der Schwestern des Lebens Mariens.